# 周恩
周恩（？—？），字恩澤，浙江台州府臨海縣人，明朝政治人物、同進士出身。

## 生平
洪武二十七年（1394年）甲戌科進士，官至直隸江陰縣知縣。